# Sphingonotus turcmenus
Sphingonotus turcmenus är en insektsart som beskrevs av Bei-bienko 1951. Sphingonotus turcmenus ingår i släktet Sphingonotus och familjen gräshoppor. Inga underarter finns listade i Catalogue of Life.